# Moštoměr

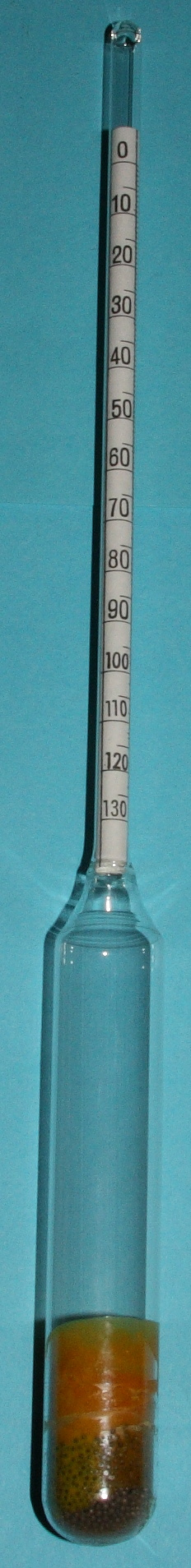
Oechsleho moštoměr

Moštoměr (také zvaný cukroměr nebo Oechsleho vážky) je druh hustoměru, používaný při domácí výrobě alkoholických nápojů k orientačnímu určení obsahu cukru ve vinném moštu nebo v kvasu pro pálení kořalky. Je založen na jednoduchém principu, že čím je tekutina sladší, tím je hustší a vytlačuje ponořené předměty. Moštoměr vynalezl roku 1836 Ferdinand Oechsle.[zdroj?]
Moštoměr se používá tak, že se do zkumavky nabere tekutina z pomletých hroznů nebo ovoce a do ní se opatrně ponoří skleněná baňka s kovovou zátěží. Na tenké trubičce se stupnicí se pak odečte výše hladiny. Réva vinná by měla mít cukernatost 19 °NM u bílého a 21 °NM u červeného. Méně sladké hrozny se musejí na tuto hodnotu dosladit řepným cukrem (1,1 kg na stupeň a sto litrů), z více sladkých lze vyrábět přívlastková neboli predikátní vína.
V České republice a na Slovensku se používá normalizovaný moštoměr NM, kde podle ČSN jeden stupeň odpovídá kilogramu cukru ve sto litrech moštu.
Rakušané mají klosterneuburský moštoměr KMW s poněkud odlišnou stupnicí. Dříve se používal také v Česku, dosud se s ním můžeme setkat u starších vinařů na jižní Moravě.
V Německu se tradičně měří Oechsleho moštoměrem Oe. Převod mezi těmito jednotkami je následující:
- °Oe = 3,845 × °NM + 10,8

- °KMW = 0,732 × °NM + 3,2

Pro potřeby malovinařů moštoměr stačí, ale jeho údaje mohou být někdy zkresleny teplotou nebo dalšími látkami obsaženými v moštu, zejména etanolem. Proto se v průmyslové praxi rozšířily spolehlivější digitální optické refraktometry.